# آدریان راولینز
آدریان راولینز (انگلیسی: Adrian Rawlins؛ زادهٔ ۲۷ مارس ۱۹۵۸) یک هنرپیشه اهل بریتانیا است. وی از سال ۱۹۸۰ میلادی تاکنون مشغول فعالیت بوده‌است.
از فیلم‌ها یا برنامه‌های تلویزیونی که وی در آن نقش داشته است، می‌توان به سَـندیتون، هری پاتر و جام آتش، هری پاتر و محفل ققنوس، هری پاتر و تالار اسرار، هری پاتر و سنگ جادو، هری پاتر و زندانی آزکابان، هری پاتر و یادگاران مرگ - قسمت دوم، کلاغ، شکستن امواج، خون، ویلبر می‌خواهد خودش را بکشد، زن سیاه‌پوش، یک زندگی و زن سیاه پوش: فرشته مرگ اشاره کرد.